# Classe Ultime
Pour le personnage de fiction, voir Ultime (Anneau-Monde).
La classe Ultime plus connue sous le nom d'Ultime voire d'Ultim 32/23 est une catégorie hétérogène de trimarans de course au large, apparue à l'occasion de la Route du Rhum 2010 et regroupant les plus grands multicoques (supérieur ou égal à 60 pieds de longueur soit 18,28 m). Sa définition en tant que classe Ultim 32/23 date de 2018 ; 6 bateaux en font partie début 2025.

## Historique

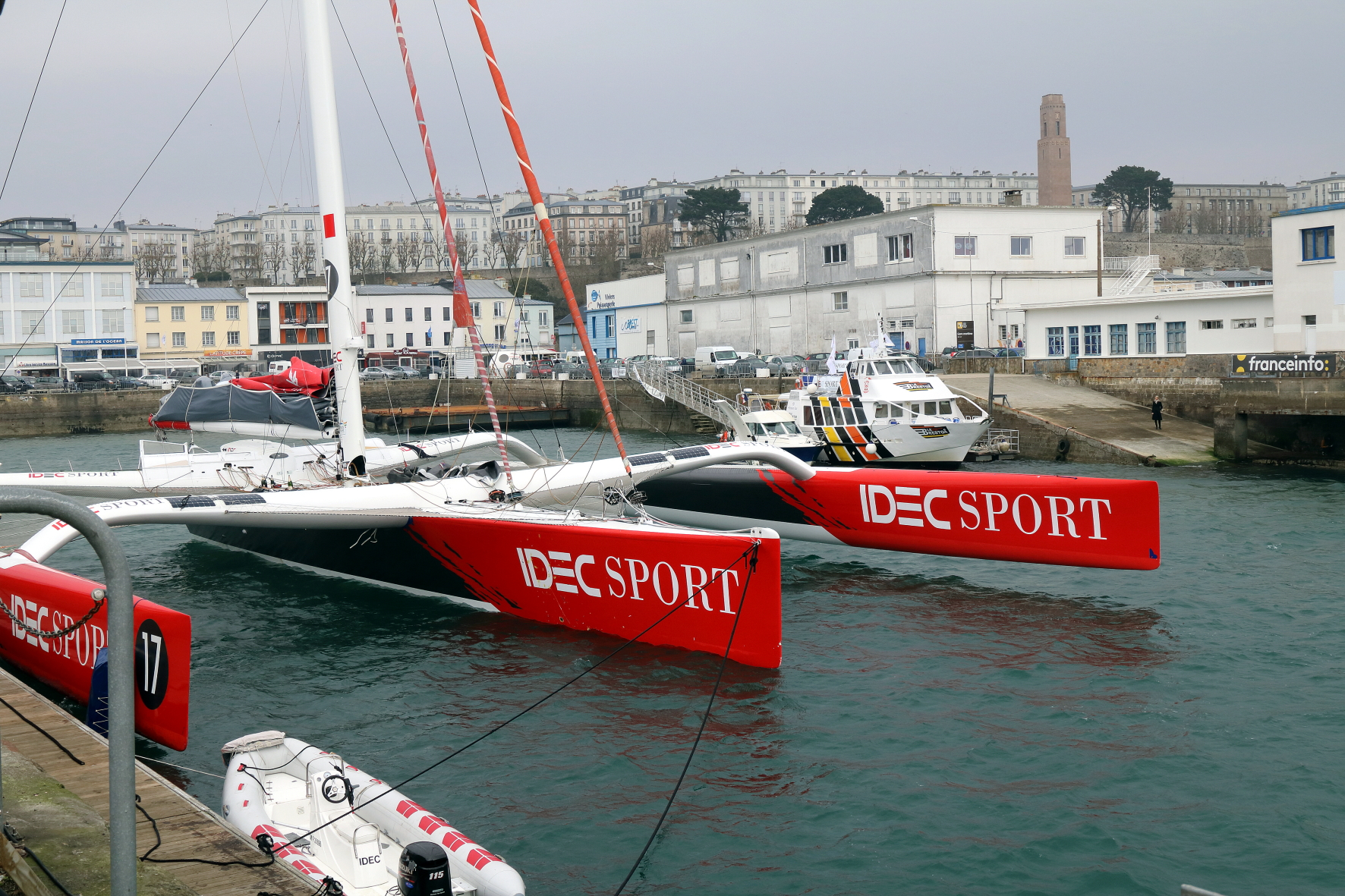
IDEC Sport de Francis Joyon, détenteur du trophée Jules-Verne depuis 2017, après l'avoir conquis en 2011 sous le nom de Groupama 3 aux mains de Franck Cammas.

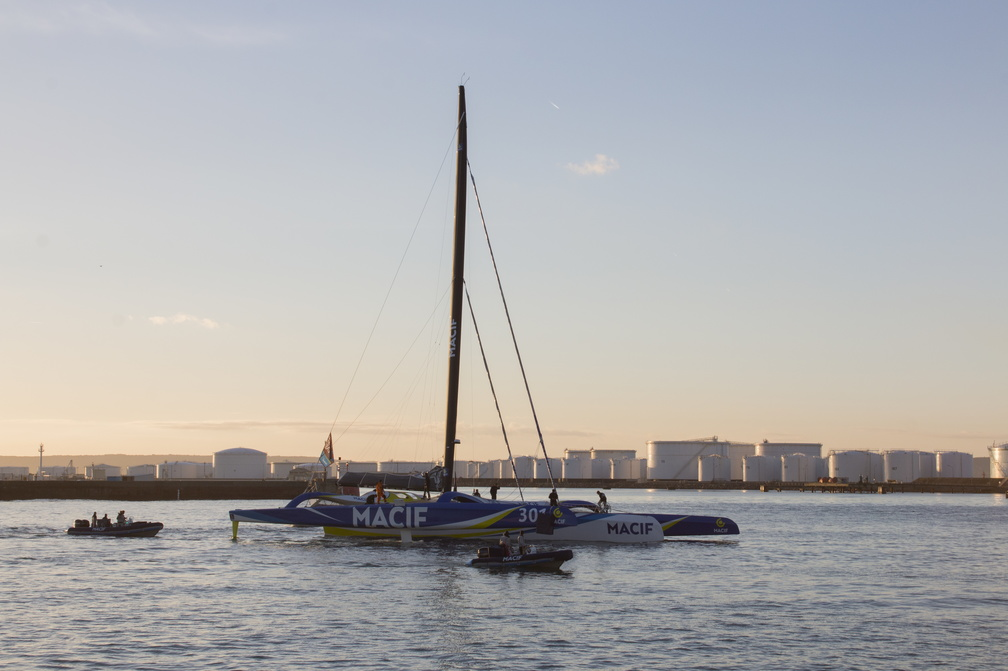
Macif quitte le port du Havre pour prendre le départ de la Transat Jacques Vabre 2015.

Vue arrière du Banque Populaire IX au ponton de la Route du Rhum 2018.

À l'occasion de la Route du Rhum 2010, l'organisateur et propriétaire de la course, la société Pen Duick, filiale du Groupe Télégramme, décide de regrouper dans une nouvelle catégorie dite « Ultime » tous les multicoques de 60 pieds et plus, sans limite maximale de dimension. Il s'agit alors de succéder à la classe ORMA des trimarans de 60 pieds, d'attendre la construction des MOD 70 pour l'année 2011 et d'ouvrir la course aux grands multicoques comme Sodebo Ultim', Groupama 3 ou Idec.

### Création de la classe Ultime
En juin 2015, un Collectif Ultim formé autour des équipes Team Banque populaire, Macif et Sodebo, décide que la longueur hors-tout devra être comprise entre 24 mètres (minimum) et 32 mètres (maximum), ce qui exclut les MOD 70 et Spindrift 2, proche des 40 mètres.
La jauge Classe Ultim 32/23 (longueur maximale 32 mètres / largeur maximale 23 mètres) est entérinée par la Fédération française de voile le 29 janvier 2018.

### Première confrontation en 2018
La classe Ultime compte six concurrents en 2017, qui se présentent tous sur la ligne de départ de la Route du Rhum 2018. Les conditions météo difficiles des premiers jours éprouvent une flotte en cours de mise au point et de fiabilisation. Le bilan est lourd avec un chavirage pour Armel Le Cléac'h sur Banque populaire IX ainsi que des avaries plus ou moins importantes sur les Ultimes de Sébastien Josse (abandon), Thomas Coville et François Gabart. Ce dernier se fait devancer à l’arrivée de sept minutes par l'expérimenté Francis Joyon à la barre de IDEC sport, adapté et préparé au solo, amélioré et fiabilisé pendant douze ans.
Les incidents durant la Route du Rhum 2018 contraignent Brest Ultim Sailing à interroger toutes les parties prenantes sur la date du départ de Brest Oceans, initialement prévue au départ de Brest, le 29 décembre 2019.

### Courses ultérieures
Pour éviter une concurrence avec les autres courses engageant potentiellement les Ultimes, et permettre la réparation, la construction et la mise au point des Ultimes 32/23, les skippers ou les autres partenaires (Vendée globe 2020, Route du Rhum 2022) présentent le 2 avril 2019 leur programme 2019-2023.

#### Record dans la Rolex Fastnet race en août 2019
Quatre Ultimes participent à la Fastnet Race le 3 août 2019 : le Sodebo Ultim 3 de Thomas Coville, avec son cockpit placé devant le mât, le Maxi Edmond de Rothschild (co-skippé par le tandem Cammas-Caudrelier), Actual Leader (ex Sodebo Ultim 2) d’Yves Le Blévec et Macif de François Gabart.
En temps réel toutes catégories, un spectaculaire renversement de situation se produit dans le dernier bord. À huit milles de l'arrivée, l'Ultime Macif de François Gabart mène de 2,4 milles devant Maxi Edmond de Rothschild. Mais une défaillance du contrôle de la portance des foils empêche Macif de décoller. Il plafonne à 26 nœuds. Maxi Edmond de Rothschild vole à 30 nœuds, le dépasse et franchit la ligne 58 secondes avant lui,.
Les quatre Ultimes trustent les quatre premières places en temps réel et effacent le record établi par Banque populaire V en 2011.

#### Brest Atlantiques ennovembre 2019
La Brest Atlantiques est créée pour les Ultimes, quatre s'inscrivent : Sodebo Ultim 3 (Thomas Coville), Maxi Edmond de Rothschild (Cammas-Caudrelier), Actual Leader (Yves Le Blévec) et Macif (François Gabart). Francis Joyon ayant choisi de partir sur une campagne de records en Asie, son Idec Sport n'est pas présent.
La course se court en double (plus un équipier chargé des relations media) et sans escale, au départ et à l'arrivée de Brest via Rio (Brésil) et le Cap (Afrique du Sud).
Prévu initialement pour le dimanche 3 novembre 2019, le départ de la course est reporté au mardi 5 novembre 2019, en raison du passage de la tempête Amélie,,.

#### Courses en 2020
L'année 2020 est consacrée aux tours du monde en équipage (Trophée Jules-Verne) ou en solitaire et The Transat CIC, course organisée par OC Sport Pen Duick, entre l'Angleterre et les États-Unis. La course est annulée en raison de l'épidémie du Covid un mois avant son départ. 

#### Bataille judiciaire et conformité du nouveau bateauSVR-Lazartigue2021/2023
En juillet 2021 lors du lancement du trimaran, la conception du nouveau bateau est contestée par l'ensemble des autres concurrents de la classe Ultime pour les raisons suivantes : problème de sécurité et de visibilité en raison d'un cockpit fermé. En l’absence de délivrance d’un certificat de jauge, le groupe Kresk (propriétaire du bateau) porte l’affaire en justice le 12 mai 2022 devant le Tribunal judiciaire de Paris afin de pouvoir courir dans la classe Ultim 32/23 et participer à la prochaine Route du Rhum prévue le 6 novembre 2022. Le 27 juillet 2022, le tribunal donne raison au plaignant pour des raisons procédurales : l’avis de conformité de jauge du bateau devait être donnée au maximum le 4 mars 2022, ce qui n’a été fait. Le groupe Kresk obtient par dérogation temporaire un certificat de jauge lui permettant d’intégrer provisoirement la classe Ultim 32/23 et de s’aligner au départ de la Route du Rhum 2022.
Les discussions avec la classe Ultime reprennent après la Route du Rhum et aboutissent à un accord dont voici les modifications :
- les planchers des deux colonnes de winchs sont rehaussés ;
- les deux bulles arrière sont élargies et rehaussées, permettant au skipper en manœuvre d’avoir une vision directe sur l’horizon ;
- la bôme est également remontée afin de s’adapter à la nouvelle forme des bulles.
Les modifications sont validées par l’ensemble des adhérents de la classe et suivi dans le temps par René Boulaire le jaugeur de la classe. Le 26 mai 2023, le bateau est remis à l’eau et le certificat de jauge est délivré. À la suite de cette affaire, un changement de gouvernance est opéré au sein de la Classe.

#### Premier tour du monde en solitaire enjanvier 2024
Le départ du premier tour du monde en solitaire des Ultimes, l'Arkéa Ultim Challenge, est donné le 7 janvier 2024, avec six participants. Les maxi-trimarans ont à exécuter le tour du monde d’ouest en est par les trois caps (Bonne-Espérance, Leeuwin et Horn), soit environ une distance de 21 760 milles entre Brest et Brest. L'organisateur et propriétaire de cette course est OC Sport Pen Duick, filiale du Groupe Télégramme.

## Cadre de la classe Ultim 32/23
Les principales caractéristiques de la classe Ultim 32/23 sont :
- des règles inamovibles :
  - 24 à 32 m de longueur (105 pieds max),
  - 23 m de largeur maximum,
  - garde à la mer supérieure ou égale à 1,70 m (pour les bateaux mis à l'eau après le 1er janvier 2015),
  - tirant d’air ne pouvant être supérieur à 120 % de la longueur de coque la plus grande trouvée sur le bateau[16] ;
- des règles modifiables tous les quatre ans (comité de surveillance, groupe d’experts, puissance du moteur, mouillages, réglage des appendices mobiles de coque, mode de qualification du skipper…) ;
- des règles modifiables chaque année, c’est-à-dire toutes celles qui ne font pas partie des règles inamovibles ou modifiables tous les 4 ans.

## Membres
Classés par date de lancement, et sous leurs noms de course actuels, on trouve :
six bateaux membres de la classe Ultim 32/23 :
- Adagio : skipper Éric Péron (lancé en 2014 sous le nom Sodebo Ultim puis Actual Leader puis Mieux)[17] ;
- Actual Ultim' 3 : skippers Anthony Marchand, Thierry Chabagny (lancé en 2015 sous le nom Macif)[18] ;
- Actual Ultim 4 : skipper Anthony Marchand (lancé en 2017 sous le nom Gitana 17 puis Maxi Edmond de Rothschild)[19] ;
- Sodebo Ultim' 3 : skippers Thomas Coville, Thomas Rouxel (lancé en 2019)[20] ;
- Banque Populaire XI : skippers Armel Le Cléac'h, Sébastien Josse (lancé en avril 2021)[21] ;
- SVR-Lazartigue : skippers Tom Laperche, Francois Gabart (lancé en juillet 2021)[22] ;

un bateau en construction :
- Gitana 18 : en remplacement de Gitana 17 (lancement prévu en septembre 2025)[23] ;

quatre bateaux éligibles à la classe Ultim 32/23 :
- Idec-Sport : skipper Alexia Barrier (lancé en 2006 sous le nom Groupama 3, puis Banque populaire VII puis Lending Club 2)[24], Ultim 31.5/22.5 ;
- Qingdao-China : sur lequel a disparu le skipper Guo Chuan (lancé en 2007 sous le nom Idec), Ultim : 29.7/16.5 ;
- Oman Air Majan : skipper Marc Thiercelin (lancé en aout 2009), Ultim 32/16.5 ;
- Ultim'Emotion 2 : skipper Antoine Rabaste (lancé en 2012 sous le nom Prince de Bretagne 2), Ultim : 24.4/18.2 ; tirant d'air actuellement trop important par rapport à la longueur du bateau, de l'ordre de 125%) ;

14 bateaux catégorisés Ultime, hors classe 32/23 :
- Explorer : skipper entreprise à Antigua (catamaran lancé en 1984 sous le nom de Crédit Agricole 2, puis Atlantic Liberté puis Ericsson puis VSD puis PACA - VSD puis Alimentos de Espagna puis Charal puis Elle et Vire puis Olivetti puis DNC puis Pays de Loire - Commodore puis Club Explorer puis Etoile Explorer puis Saint Malo 2015 puis Sensation Océan Explorer) (car trop court 22.7/11.4) ;
- Côte d’Or 2 : skipper Bertrand Quentin (lancé en septembre 1986), (car trop court 22.85/19) ;
- Défi Saint Malo Agglo : skipper Gilles Lamiré (lancé en 1988 sous le nom Elf Aquitaine 3, puis Allianz – Via puis Harris Wilson puis Sensation puis Le Bistrot Français puis Laiterie de Saint Malo puis Laiterie de Saint Malo - Défi Malouin puis Gitana 9 puis Madinina puis Horizon Loisirs puis Défi Cancale puis Caraïbos), (car trop court 18.28/14.5) ;
- Tritium : skipper association / école USA (lancé en 2000 sous le nom Bonduelle puis Gitana XII puis Lending Club) (car trop court 21.9/18.3 et tirant d'air trop important par rapport à la longueur du bateau, de l'ordre de 138%)[réf. souhaitée] ;

- Ultim'Émotion : skipper Julien Reemers (lancé en 2001 sous le nom Belgacom 2 puis Gitana 11)[25] (car trop court 23.5/18.3 et tirant d'air trop important par rapport à la longueur du bateau, de l'ordre de 130%) ;
- Use It Again : skipper Romain Pilliard (lancé en 2004 sous le nom B&Q/Castorama puis Oman Sail puis La Boite à Pizza)[25] (car trop court 22.9/16.3 et tirant d'air trop important par rapport à la longueur du bateau, de l'ordre de 144%) ;
- Sails of Change : skipper Yann Guichard (lancé en 2008 sous le nom Banque populaire V puis Maxi Spindrift 2)[26] (car trop long 37/23) ;
- 7 trimarans monotype de la catégorie Multi One Design (ou MOD70), lancés entre mars 2011 et mars 2013 (car trop court 21.2/16.8 et un tirant d'air trop important de 29 mètres, soit 137% par rapport à la longueur du bateau) :
  - 1 Axciss Group : skippers Thibaut George / Eric Defert (lancé en mars 2011 sous le nom Race for Water) ;
  - 2 Orion : skipper Tom Siebel (lancé en juin 2011 sous le nom Véolia Environnement) ;
  - 3 Snowflake : skipper Gavin Brady (lancé en aout 2011 sous le nom de Foncia puis Phaedo 3 puis Beau Geste) ;
  - 4 Maserati : skipper Giovanni Soldini (lancé en octobre 2011 sous le nom Gitana XV) ;
  - 5 Limosa : skipper Alexia Barrier (lancé en janvier 2012 sous le nom Spindrift) ;
  - 6 Zoulou : skipper Erik Maris (lancé en mars 2013 sous le nom Virbac Paprec puis Paprec Recyclage puis Concise 10 puis Powerplay) ;
  - 7 Argo : skipper Jason Caroll (lancé en avril 2012 sous le nom Musansam Oman Sail).

## Performances notables
Lors de son record du trophée Jules-Verne en 2009-2010, le trimaran Groupama 3 aux mains de Franck Cammas parcourt 798 milles en 24 h le 13 février 2010 à 17 h TU, affichant 17 jours à plus de 600 milles, dont 10 jours à plus de 700 milles.
Lors de son record du trophée Jules-Verne en 2016-2017, le trimaran Idec sport aux mains de Francis Joyon parcourt 894 milles en 24 h, affichant 10 jours consécutifs à 809 milles/24 h. Il signe alors une progression des performances entre 30 et 40 % par rapport au record à battre de Loïck Peyron cinq ans plus tôt.
Lors de la tentative pour le Trophée Jules-Verne, le 5 décembre 2020, Thomas Coville, sur Sodebo Ultim 3, parcourt 889,9 milles en 24 h (37,1 noeuds de moyenne).
Lors du convoyage retour après sa victoire lors de la Transat Jacques-Vabre 2021, Charles Caudrelier bat deux records officieux sur le Maxi Edmond de Rothschild : en entraînement en faux-solo, il fait une pointe à 50,7 noeuds, et parcourt 880 milles en 24 h à la vitesse moyenne de 36,6 nœuds. Ce dernier record ne peut être homologué faute de matériel adéquat embarqué à bord.